# Tom Solesbury
Tom Solesbury (ur. 20 września 1980 w Farnborough) – brytyjski wioślarz, reprezentant Wielkiej Brytanii w wioślarskiej dwójce bez sternika podczas Letnich Igrzysk Olimpijskich w Pekinie.

## Osiągnięcia
- Mistrzostwa Świata – Eton 2006 – ósemka – 5. miejsce[1].
- Mistrzostwa Świata – Monachium 2007 – ósemka – 3. miejsce[1].
- Igrzyska Olimpijskie – Pekin 2008 – dwójka bez sternika – 13. miejsce[1].
- Mistrzostwa Świata – Poznań 2009 – ósemka – 5. miejsce[2].